# Trekhondenwet

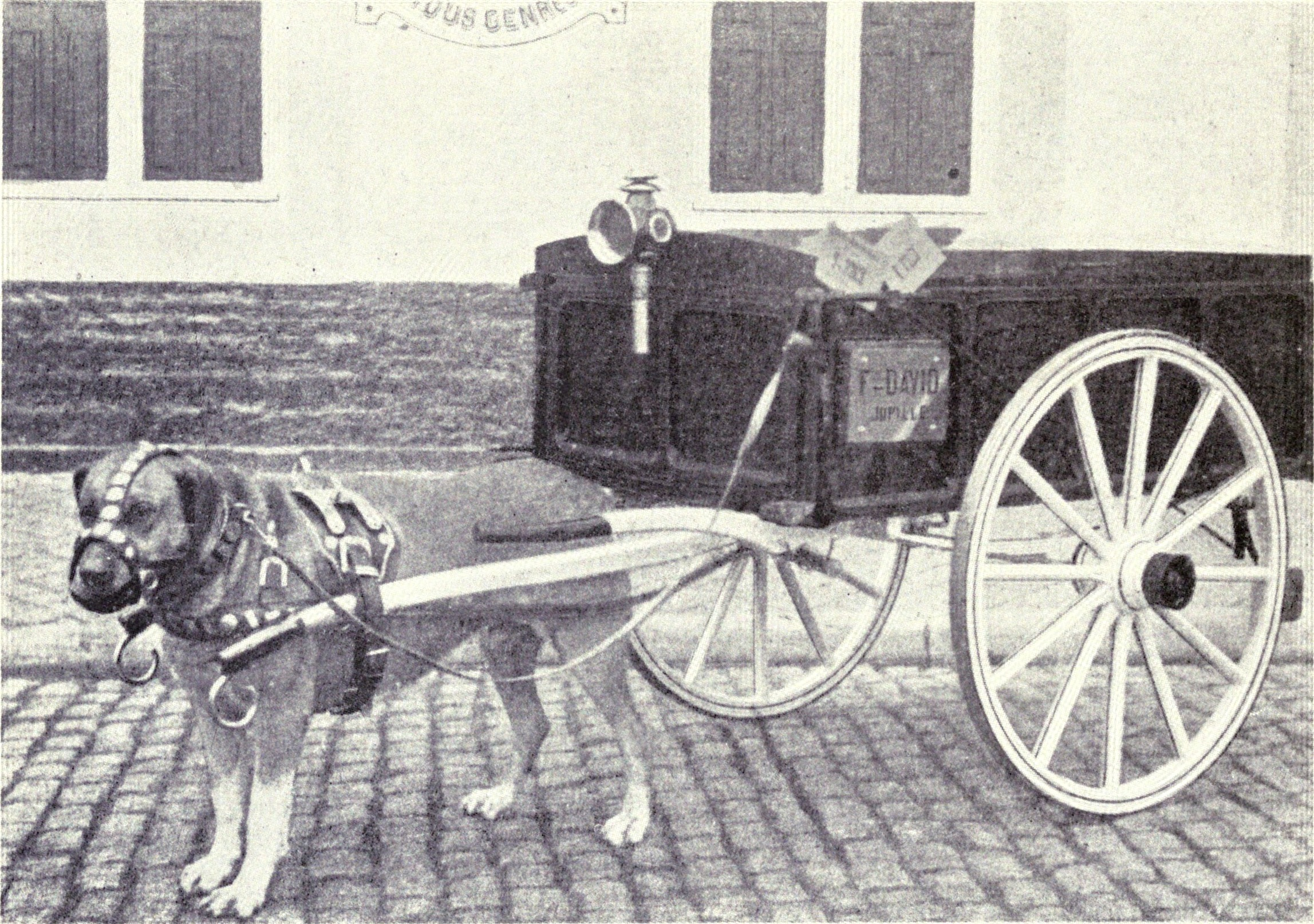
Trekhond in 1915

De Trekhondenwet 1910 (Stb. 203) is een Nederlandse wet uit 1911. De wet was van kracht tot 1 januari 1963 toen de Wet op de dierenbescherming inging. Op 1 januari 1962 echter ging het verbod op het gebruik van trekhonden in. De laatste 26 dieren, waarvan 11 in de gemeente Staphorst,  werden definitief uitgespannen.  
De Trekhondenwet regelde het gebruik van honden als trekhond bij een hondenkar. De wet maakte onderscheid tussen de houder en de begeleider van een hondenkar. De houder had een vergunning nodig en dat werd geregistreerd in het hondenkarregister. De hond, het tuig en de kar moesten jaarlijks worden gekeurd.
Om zo'n vergunning te krijgen (en te verlengen) moest aan allerlei voorschriften worden voldaan. 
- Wat betreft de hondenkar: deze moest zijn uitgerust met een drinkbak en een ligplank.
- Er waren voorschriften wat betreft het vervaardigen en de afmetingen van het "hondentuig".
- De hond moest minimaal één jaar oud zijn en een minimale schofthoogte hebben van 60 cm (tot 1 sept. 1914 was dat minimaal 50 cm).
- Er mochten maximaal drie honden voor de kar.

Tegenwoordig geldt in Nederland de Vrijstelling sledehondensport, waarin een vrijstelling op het in de Gezondheids- en welzijnswet voor dieren bepaalde wordt geregeld.